# جماعة تمسمان

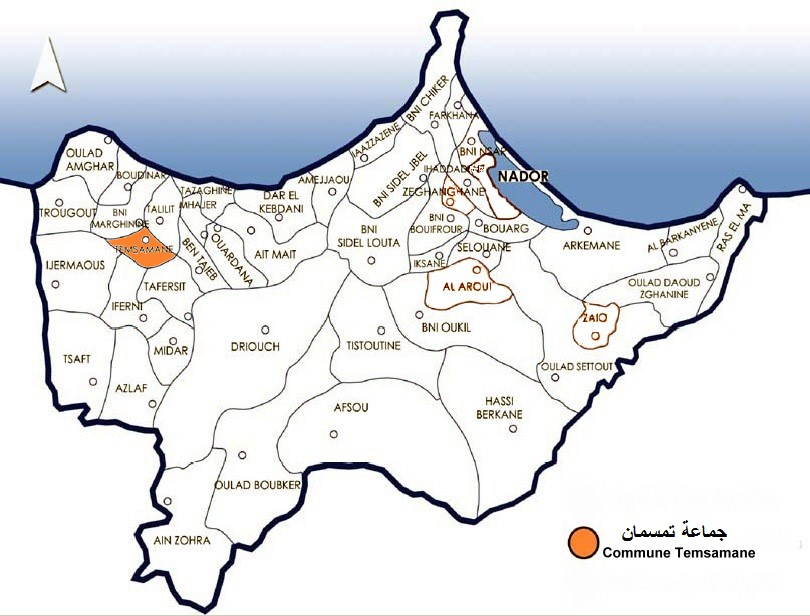
تموقع جماعة تمسمان

جماعة تمسمان جماعة قروية تابعة لقبيلة تمسمان الريفية الأمازيغية بإقليم الناظور وتتموقع في شمال غرب هذا الإقليم. تحد شمالا بجماعة بني مرغنين التي تتبع مثلها لنفس القبيلة، وشرقا بجماعة تاليليت التابعة لقبية آيت أوليشك، أما جنوبا فتحد بكل من جماعات تفرسيت التابعة لقبيلة تفرسيت وإفرني التابعة لقبيلة آيت توزين، ومن الغرب تحد بجماعة إجرماواس التابعة أيضا لآيت توزين. ويبلغ عدد سكانها حوالي 15937 نسمة حسب إحصاء سنة 2004. منهم 12749 في الوسط القروي و 2243 في مركز كرونا.

## معلومات عامة

### جغرافيا
تمتد على مساحة كبيرة وضخمة من جبال الريف، وهي على بعد خطوات من البحر الأبيض المتوسط.
وهي محاطة من الجهة الشرقية والجنوبية والغربية بالجبال والتي تصل إلى أماكن أكثر من 1500 متر فوق مستوى سطح البحر، مما يتيح لبعض التسلق أكثر من 1500 متر من الارتفاع الرأسي. مساحة واسعة من هذه الجبال مغطاة بالغابات في نباتات متنوعة جدا.

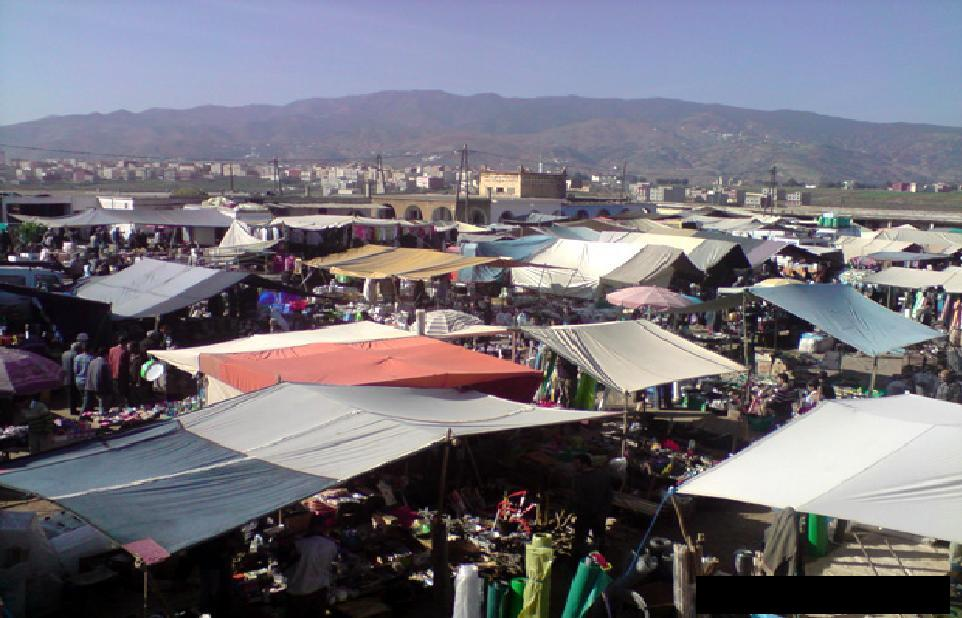
سوق تمسمان الأسيوعي

### اقتصاديا
يقع سوق خميس تمسمان 2 كم من وسط المدينة الصغيرة(crouna)، وهي المنطقة الوحيدة التي يبدو أنها سوق متوازنه على مستوى الإقليم. وهي تتضمن نقاط مثل المحلات التجارية ومواد البناء، والمنتجات الريفيه ومنتجات الصناعة التقليدية. والسوق يقوم بدور حيوي وهام جدا في المنطقة، ولا سيما للخضر واللحوم والاسماك ،... ويقدم مختلف الخدمات وفقا لمواسم ومناسبات (العطل، aîde، زفاف ،....)

#### النشاط التجاري للسوق على مستوى التجار
|         | عدد التجار | %   |
| ------- | ---------- | --- |
| الخميس  | 1513       | 83  |
| الأحد   | 306        | 17  |
| المجموع | 1819       | 100 |

== قرى ودواوير الجماعة == دوار ابلوندين و  انوال و اشنان والكثير ......
من بين القرى والدواوير المكونة لجماعة تمسمان نجد:

## الــمـــصــدر الرئيسي للمعلومات عن تمسمان
دواوير تمسمان المجودة قرب المركز كرونة دوار ابلندين  و دوار   
بني مليكشن ودوار اقبالن والكثير من الدواوير ............
شبكة تمسمان الإعلامية